# Harry Blackstaffe
Henry Thomas "Harry" Blackstaffe (Islington, Londres, 28 de juliol de 1868 – West Wickham, Londres, 22 d'agost de 1951) va ser un remer anglès que va competir a cavall del segle xix i el segle xx.
Blackstaffe va formar part del Vesta Rowing Club de Putney, però també fou corredor de cros i representà el South London Harriers al Campionat Nacional. Com a remer va aconseguir nou victòries a la London Cup de la Metropolitan Regatta, la primera d'elles el 1897. El 1906 va guanyar la Diamond Sculls de la Henley Royal Regatta en superar a William Darell. El 1908 va guanyar la Wingfield Sculls i la darrera London Cup, però el seu gran èxit va ser guanyar la medalla d'or en la prova de scull individual dels Jocs Olímpics de Londres.
Després d'aquesta victòria, Blackstaffe es va retirar i fou reconegut com a Freeman de la ciutat de Londres. Més tard seria vicepresident de l'Amateur Rowing Association. Va morir a West Wickham, el 1951.